# Thanh Sơn (Tân Phú, Đồng Nai)
Thanh Sơn is een xã van het district Tân Phú, een van de districten van de provincie Đồng Nai, in het zuiden van Vietnam. Dit gedeelte wordt ook wel Đông Nam Bộ genoemd.
Thanh Sơn ligt aan de zuidelijke oever van het Hồ Đạ Tôn.